# 野分 (陽炎型駆逐艦)
野分（のわき）は、大日本帝国海軍の駆逐艦。陽炎型駆逐艦の第15番艦である。
ミッドウェー海戦では空母赤城を雷撃で処分した。1944年10月下旬、比島沖海戦で重巡洋艦筑摩の救援中に沈没した。艦名は初代「野分」（初代神風型駆逐艦）に続いて2代目。野分とは台風の旧名であり、初風から舞風のうち野分のみ「風」の字が付かないが、風の名前に由来している。

## 艦歴

### 太平洋戦争開戦まで
駆逐艦野分は陽炎型駆逐艦の③計画での最終艦（15隻目。陽炎型は次の④計画でも4隻建造され計19隻）、仮称第31号艦として舞鶴海軍工廠で建造開始。1939年（昭和14年）11月8日起工。1940年（昭和15年）8月30日に「野分（ノワキ）」と命名される。同日附で陽炎型14番艦谷風や練習巡洋艦香椎、測量艦筑紫等も命名されている。野分は9月17日に進水。なお登録上は野分が陽炎型15番艦で16番艦は嵐だが、起工・進水・竣工のいずれも野分より嵐の方が早い。
11月15日、日本海軍は駆逐艦有明・叢雲・東雲艦長等を歴任した古閑孫太郎中佐を野分艤装員長に任命する。同時期、野分艤装員事務所を設置。1941年（昭和16年）4月9日、古閑野分艤装員長は正式に野分初代駆逐艦長となった。同日附で野分艤装員事務所を撤去。4月28日、野分は竣工。横須賀鎮守府籍。同日附で第4駆逐隊に編入された。第4駆逐隊は3月31日に陽炎型姉妹艦2隻（嵐、萩風）、駆逐隊司令佐藤寅治郎大佐で編制されたばかりだった。
野分は6月3日から6月10日まで、第4駆逐隊司令駆逐艦に指定された。6月18日附で佐藤（4駆司令）は第15駆逐隊（親潮、夏潮、早潮、黒潮）司令へ転任（後日、佐藤は軽巡神通艦長。神通沈没時に戦死）、新たな第4駆逐隊司令として有賀幸作大佐（前職、第11駆逐隊司令）が任命された。
7月1日附で野分は一旦第4駆逐隊から外され、練習兼警備駆逐艦に指定された。7月15日、陽炎型18番艦舞風が竣工した。9月1日、2隻（野分、舞風）は練習兼警備駆逐艦に指定。10月31日附で2隻（野分、舞風）は第4駆逐隊に編入された。

### 太平洋戦争緒戦
太平洋戦争開戦時、陽炎型最新鋭艦4隻（野分、嵐、萩風、舞風）、第四水雷戦隊（司令官西村祥治少将：旗艦那珂）・第4駆逐隊（司令有賀幸作大佐：司令艦嵐）を編成し南方部隊本隊（指揮官近藤信竹第二艦隊司令長官《旗艦愛宕》：第四戦隊《愛宕、高雄》、第三戦隊第2小隊《金剛、榛名》、第4駆逐隊、第6駆逐隊第1小隊《暁、響》、第8駆逐隊《朝潮、大潮、満潮、荒潮》）に所属、カムラン湾方面で南方作戦を支援する。南方への進出の際、第4駆逐隊は豊後水道で試験航海をおこなう大和型戦艦1番艦大和と遭遇した。なお第四水雷戦隊には第4駆逐隊のほかに第2駆逐隊（村雨、夕立、春雨、五月雨）、第9駆逐隊（朝雲、山雲、夏雲、峯雲）、第24駆逐隊（海風、山風、江風、涼風）が所属していた。開戦初日にノルウェー船ヘリウス号を拿捕し、これが日本軍の拿捕第1号となった。
1942年（昭和17年）2月下旬、第4駆逐隊第1小隊（嵐、野分）以下南方部隊本隊はセレベス島スターリング湾を出発してジャワ機動作戦に参加。南雲機動部隊に編入された第4駆逐隊第2小隊（萩風、舞風）とは別行動を取った。第1小隊（嵐、野分）は第四戦隊（愛宕、高雄、摩耶）と共に行動し、ジャワ島南方へ進出。通商破壊作戦を実施、オーストラリアへの脱出をはかる連合国軍艦艇・船舶の阻止をはかった。第4駆逐隊第2小隊（萩風、舞風）は南雲機動部隊に編入されて別行動である。
3月1日、「野分」と「嵐」は商船4隻を撃沈。3月2日、「摩耶」、「嵐」、「野分」は共同でイギリス駆逐艦「ストロングホールド」を撃沈、「愛宕」、「高雄」は駆逐艦「ピルスバリー」を撃沈した。3月3日、「嵐」、「野分」はアメリカ砲艦「アッシュビル」を撃沈した。同日正午、駆逐艦「早潮」と油槽船「東栄丸」と合流して補給を実施する。3月4日、「愛宕」、「高雄」、「摩耶」、「嵐」、「野分」はスループ「ヤラ」、特務艦「アンキン (Anking)」（3472トン）、小型油槽艦「フランコール (Francol)」（2607トン）、機動掃海艇「MMS51」からなる船団を攻撃して全滅させた。一連の戦闘を「チラチャップ沖海戦」という。
内地に帰還した後、野分以下第4駆逐隊は4月18日のドーリットル空襲に遭遇、第1小隊（嵐、野分）は空母祥鳳の横須賀帰投を掩護した。つづいて南雲機動部隊警戒隊（第十戦隊旗艦長良、第10駆逐隊《風雲、夕雲、秋雲、巻雲》、第17駆逐隊《谷風、浦風、浜風、磯風》）に編入され、1942年6月のミッドウェー海戦に参加する。第4駆逐隊は南雲忠一中将が指揮する主力空母4隻（赤城、加賀、蒼龍、飛龍）の直衛警戒艦として参加した。赤城被弾炎上後、第1小隊（嵐、野分）は赤城の警戒救援に従事する。なお戦闘詳報では、南雲長官・草鹿龍之介参謀長・源田実参謀等を救助するため野分が赤城に接近したとしている。戦史叢書によれば、南雲司令部は野分に移乗したのち長良に送り届けられたとしている。だが草鹿龍之介機動部隊参謀長や司令部附信号兵や戦場カメラマン（従軍記者）の証言によると、南雲司令部は駆逐艦を経由せず装載艇で直接長良に移動したらしい。草鹿は駆逐艦の内火艇を使って長良へ移動したと回想している。
午前8時以降、南雲長官は長良に将旗を揚げ、第二航空戦隊山口多聞少将指揮の空母飛龍を追い掛けていった。10時38分、赤城の御真影（昭和天皇の写真）を野分に移す。16時30分前後、青木泰二郎赤城艦長は総員退去を下令、生存者は嵐・野分に移乗を開始した。19時30分、救助終了。乗員163名救助。赤城戦死者は221名。4駆第2小隊（萩風、舞風）が加賀の沈没を見届けて4駆第1小隊（嵐、野分）に合流すると、4隻は山本五十六連合艦隊司令長官の命令を受け酸素魚雷で赤城を自沈処分とした。赤城に命中した野分の魚雷は不発だったという。連合艦隊主力部隊と合流後、第4駆逐隊は赤城・加賀生存者を戦艦長門・陸奥等に移乗させた。
また直後のアリューシャン攻略作戦を支援するため北方海面に進出したが会敵せず、7月12日に日本・桂島泊地へ帰還している。7月14日、艦隊の再編が行われ、第4駆逐隊は第三艦隊・十戦隊（司令官木村進少将：旗艦長良、第4駆逐隊、第10駆逐隊、第16駆逐隊《雪風、時津風、天津風、初風》、第17駆逐隊）に編入された。第4駆逐隊転出後の第四水雷戦隊には、第27駆逐隊（時雨、白露、夕暮、有明）が編入されている。

### 太平洋戦争中盤以降
1942年8月7日、アメリカ軍はガダルカナル島とフロリダ諸島に上陸し、反攻を開始。8月19日、有賀司令指揮のもと陽炎型6隻（嵐、萩風、陽炎、谷風、浦風、浜風）は陸軍一木支隊ガダルカナル島揚陸に成功する。その後も同海域にとどまっていた第4駆逐隊萩風が空襲を受けて損傷、長期離脱した。一方、第4駆逐隊第2小隊（野分、舞風）は第三艦隊・前衛部隊に所属して、8月下旬の第二次ソロモン海戦に参加。24日、第十一戦隊旗艦比叡（司令官阿部弘毅少将）の直衛として行動していた野分は敵潜水艦に爆雷攻撃を行うが、誤認であった。舞風は戦艦霧島の護衛中に爆撃を受けるが、2隻とも損傷はなかった。一連の海戦で、日本海軍は空母龍驤、駆逐艦睦月、輸送船金龍丸を喪失、水上機母艦千歳、軽巡洋艦神通が中破、ガダルカナル島への輸送作戦も失敗して敗北した。
9月上旬、野分は輸送船東亜丸の護衛任務を命じられる。護衛任務終了後の9月29日、有賀司令は舞風に移乗すると野分を率いてトラック泊地発、ソロモン諸島へ進出した。10月3日午前6時、第4駆逐隊（舞風、野分）は水上機母艦日進（丸山政男中将以下陸兵330名、軍需品搭載）を護衛してショートランド泊地発、21時前後にガダルカナル島北西部のタサファロングに到着して揚陸に成功した。だがアメリカ軍機の空襲を受けたため、急遽最新鋭の秋月型駆逐艦1番艦秋月が派遣された。秋月は4日黎明に輸送隊（日進、野分、舞風）と合流、アメリカ軍機を撃退しつつショートランド泊地まで護衛を行った。
10月6日、駆逐艦6隻（第4駆逐隊《舞風、野分》、第19駆逐隊《浦波、敷波》、第10駆逐隊《秋雲、巻雲》）で陸兵550名、舞鶴第四特別陸戦隊150名、軍需物資をタサファロングに送り届ける。10月9日、軽巡洋艦龍田、駆逐艦5隻（第4駆逐隊《舞風、野分》、第15駆逐隊《親潮、黒潮、早潮》）で第十七軍司令官百武晴吉中将以下約770名と軍需物資を揚陸する。帰路、アメリカ軍機（戦闘機20、艦爆9、艦攻6）に襲撃されて野分は11名の死傷者を出したが、艦そのものの損害は軽微だった。第4駆逐隊（舞風、野分）は一旦鼠輸送任務から外されて10月17日ショートランド発、10月19日トラック泊地着、その後の嵐・舞風は南雲機動部隊本隊護衛、野分は燃料補給部隊護衛任務を与えられた。
10月26日、野分は南太平洋海戦に参加する。海戦ののち駆逐艦部隊（嵐、野分、秋月、秋雲、第17駆逐隊《浦風、谷風、浜風、磯風》）は損傷艦（翔鶴、瑞鳳、熊野、筑摩）を護衛して日本に帰還し、各艦は11月6-7日に母港へ到着した。休養・補給・人事異動後の11月21日、第4駆逐隊（嵐、野分）は横須賀を出港して大分に回航。23日、揚陸艦あきつ丸を護衛して内地を出発し、12月1日ラバウルへ到着した。到着後は外南洋増援部隊に編入され、「鼠輸送（ドラム缶輸送）」に従事した。
12月3日、第二水雷戦隊司令官田中頼三少将の指揮下、第二次輸送作戦（親潮、黒潮、陽炎、巻波、長波、江風、涼風、嵐、野分、夕暮）を実施するが、駆逐艦巻波が空襲により損傷した。12月7日、第15駆逐隊司令佐藤寅治郎大佐の指揮下で第三次輸送作戦（嵐、野分、長波、親潮、黒潮、陽炎、浦風、谷風、江風、涼風、有明）を実施するが、ガダルカナル島付近でアメリカ軍機の空襲を受けた。野分は前部機械室右舷至近に被弾し、機関長以下17名が戦死、航行不能となった。野分は駆逐艦長波に曳航され、2隻（嵐、有明）の護衛下でショートランド泊地へ撤退した。野分を曳航したのは嵐で、対空戦闘のたびに曳航中止となるため電源もなく航行不能の野分は小銃で対空射撃をするしかなかったという証言もある。またショートランド泊地より秋月型2番艦照月も出動、深夜になり野分と合流した。この第三次輸送作戦は失敗に終わった。
12月10日、第4駆逐隊は原隊に編入される。12月13日、野分は舞風に曳航され、2隻（嵐、谷風）の護衛下でショートランド泊地を出発、途中で谷風（第17駆逐隊）は引き返し、第4駆逐隊3隻はトラック泊地へ向かった。12月18日トラック泊地着。トラック島泊地到着後は同地の浮きドックに入渠。工作艦明石の協力を得て、外板の補修と推進軸系の応急修理を実施した。
翌1943年（昭和18年）1月15日、鼠輸送従事中の嵐はアメリカ軍機の空襲で被弾損傷、舞風に曳航されてショートランド泊地に避退した。2月4日、ガダルカナル島撤退作戦（ケ号作戦）に従事していた第4駆逐隊舞風が空襲により損傷、長期修理を余儀なくされた。一方、野分はラビ方面の戦いで損傷した第27駆逐隊白露を護衛して内地へ帰投することになり、2月16日にトラック泊地を出発する。だが悪天候により白露の損傷が拡大、2隻はサイパンへ退避した。
上級司令部の命令で野分は白露を残し横須賀へ帰投（2月24日着）。白露は25日にサイパンを出港し3月2日に横須賀へ到着した。母港に戻った野分は東京石川島造船所で本格修理を実施した。野分が横須賀帰港の直前（2月20日）、第4駆逐隊司令は有賀幸作大佐から杉浦嘉十大佐（太平洋戦争開戦時の第17駆逐隊司令）に交代した（有賀は3月1日より高雄型重巡洋艦3番艦鳥海艦長）。4月10日、開戦時より野分駆逐艦長を務めた古閑孫太郎中佐は第一掃海隊司令を命じられ（後日、古閑は第7駆逐隊司令、浜名海兵団司令等を歴任）、野分は艦長不在となった。
6月10日、神風型駆逐艦5番艦旗風駆逐艦長荒木正臣少佐は旗風・野分駆逐艦長兼務を命じられた。6月25日、旗風の艦長に岡田静一少佐が任命され、艦長兼務を解かれた荒木は野分駆逐艦長に専念する。7月3日、荒木（野分艦長）は吹雪型駆逐艦潮艦長へ転任。それまでの潮艦長神田武夫中佐（潮艦長以前は高松宮宣仁親王大佐御付武官）が野分駆逐艦長となった。
神田艦長を迎えた野分の修理は7月25日に完成し、29日には横須賀港を出港。31日、大和型戦艦武蔵（連合艦隊長官古賀峯一大将座乗）、第五戦隊（妙高、羽黒）、空母雲鷹、軽巡長良、駆逐艦部隊（曙、初風、野分、白露）は内地を出発、8月5日トラック泊地へ到着した。同時期の8月6日、第4駆逐隊司令杉浦嘉十大佐（萩風座乗）指揮下の駆逐艦4隻（第4駆逐隊《萩風、嵐》、第24駆逐隊《江風》、第27駆逐隊《時雨》）によるコロンバンガラ島輸送作戦中、アメリカ軍駆逐艦6隻に奇襲されて3隻（萩風、嵐、江風）が沈没、時雨（27駆司令原為一大佐座乗）のみ生還した（ベラ湾夜戦）。8月12日、駆逐艦2隻（野分、白露）は大型艦3隻（重巡2隻《熊野〔途中で引き返す〕、鳥海》、空母《雲鷹》）を護衛してトラック発。8月16日横須賀着。8月27日、駆逐艦2隻（野分、白露）は大型艦2隻（空母《雲鷹》、補給艦《伊良湖》）を護衛して横須賀発。9月2日トラック着。トラックに進出後は船団護衛任務についた。
9月5日、生還した杉浦司令は第4駆逐隊司令駆逐艦を野分に変更した。9月15日、陽炎型2隻（萩風、嵐）を失った第4駆逐隊に朝潮型駆逐艦山雲が編入され、3隻編制（野分、舞風、山雲）となった。
10月5日、連合艦隊司令長官は第十四戦隊司令官伊澤少将（戦隊旗艦　軽巡那珂）を指揮官として、陸軍第十七師団の南東方面派遣任務『丁四号輸送部隊』の編成を下令した。作戦に従事する戦力は、第十四戦隊（那珂、五十鈴）、軽巡2隻（木曾、多摩）、駆逐艦4隻（野分、舞風、山雲、卯月《10月18日編入》）、輸送船団（栗田丸、日枝丸、護国丸、清澄丸）であった。第三輸送隊（野分、舞風、日枝丸、栗田丸）は10月10日トラック発、17日上海着、人員3320名と軍需品を搭載した。20日に出発してラバウルへ向かうが22日に栗田丸が米潜水艦に撃沈され、目的地をトラック泊地へ変更して30日に到着する。
連合艦隊は戦力の再編をおこない、3隻（山雲、日威丸、神威丸）を第三輸送隊に編入、那珂指揮下の第二輸送隊に第17駆逐隊（磯風、浦風）を編入した。改編第三輸送隊は11月3日にトラックを出発したが、翌日米潜水艦の雷撃により日枝丸が損傷し、さらにラバウル空襲のため一旦トラックへ引き返し、7日に帰着する。日威丸、神威丸のラバウル進出は中止され、第4駆逐隊（野分、舞風、山雲）は日枝丸のみを護衛して9日トラックを出撃、12日ラバウルへ到着した。11月17日、第4駆逐隊司令は杉浦嘉十大佐から磯久研磨大佐に交代した（杉浦は12月1日より重巡洋艦羽黒艦長となり、ペナン沖海戦における羽黒沈没時に戦死）。
12月11日、第4駆逐隊（舞風、野分）は第三戦隊（金剛、榛名）を護衛してトラック出港、16日午前10時に佐世保へ到着した。2隻は横須賀へ回航され、18日以降横須賀で待機した。12月25日、野分駆逐艦長は守屋節司中佐に交代する（神田は、翌年1月10日より海軍水雷学校教官）。

### 太平洋戦争終盤の戦い
1944年（昭和19年）1月4日、重巡洋艦愛宕、4駆2隻（野分、舞風）は横須賀を出港し、9日トラック泊地に着く。1月15日附で2隻（舞風、野分）は南東方面部隊に編入され、ラバウル方面の輸送任務に従事した。2月12日、トラック泊地帰投。だが、連合艦隊司令部はトラック泊地が空襲される事を予測し、2月10日の時点で戦艦武蔵以下主力艦艇を内地もしくはパラオへ退避させていた。2月15日、第4駆逐隊3番艦の山雲は輸送船浅香丸を護衛してトラック泊地を出発した。しかし2月16日深夜、本土修理のためトラック泊地を出港した第十戦隊旗艦阿賀野が米潜水艦の雷撃で沈没してしまう。トラック泊地に有力なアメリカ軍機動部隊が接近しつつあり、米潜水艦はその先鋒であった。
1944年（昭和19年）2月15日、山雲（第4駆逐隊）は輸送船浅香丸を護衛してトラックを出港、サイパンへ向かった。16日、野分は「4215船団」の一艦として第4駆逐隊僚艦舞風と共に巡洋艦香取、特設巡洋艦赤城丸を護衛し、トラック諸島から内地へ帰還する予定だった。だが予定は1日遅れ、乗員に上陸許可が出たり、艦上で映画上映（ドイツ映画「荒鷲」）がなされるなど、楽観的気運が漂っていた。2月17日午前4時30分に出港したが、午前5時よりトラック島空襲に遭遇した。第27駆逐隊（時雨、春雨）は北水道を通過し、空襲で損傷しつつも脱出に成功した。だが第4215船団は逃げきれず、北水道通過後にアメリカ軍機に捕捉された。空襲とその後の水上艦の砲撃により3隻（香取、舞風、赤城丸）は撃沈され、舞風と共に磯久第4駆逐隊司令も戦死した。野分は12時16分にレイモンド・スプールアンス司令官が指揮する米アイオワ級戦艦2隻（ニュージャージー、アイオワ）、重巡洋艦ミネアポリス、ニューオーリンズを確認し、12時51分にニュージャージーの砲撃を受けた。40cm砲弾3発が右90度300mに落着、100mもの水柱があがった。野分は36ノットで回避行動を行いながらニュージャージーの斉射を振りきって脱出した。一連の戦闘で野分は戦死者1名、重傷者3名を出した。魚雷を発射するチャンスは全くなかったという。なお阿賀野の救援に向かっていた那珂はトラック泊地北水道でアメリカ軍機の反復攻撃を受け、14時すぎに沈没した。サイパンに向かった野分は山雲と合流した後、2月24日横須賀港に帰港した。
横須賀帰投後の野分は第十一水雷戦隊の指揮下に入った。第十一水雷戦隊司令官高間完少将座乗の軽巡洋艦龍田以下、護衛艦9隻（駆逐艦《野分、朝風、夕凪、卯月》、海防艦《平戸、測天、巨濟》、20号掃海艇》）をもって東松2号船団（加入船舶12隻）を護衛、サイパン・グアム方面への船団護衛任務に就く。3月12日、船団及び護衛艦隊は木更津沖を出撃した。3月13日未明、旗艦龍田および輸送船国陽丸が米潜水艦サンドランスの雷撃により撃沈された（国陽丸沈没3時29分、龍田沈没15時36分）。国陽丸の運航指揮官近野信雄大佐が戦死。高間司令官は龍田より野分に移乗し野分を護衛艦隊旗艦とした。龍田生存者は平戸及び駆逐艦玉波に分乗して横須賀へ帰投、軽巡洋艦夕張も龍田救援任務を中止して帰投した。
3月19日、野分以下輸送船団（高岡丸は途中分離、パガン島行き）はサイパンに到着した。
別方面に向かう輸送船団（テニアン行き《巨濟、柳河丸》、トラック行き《対馬丸、あとらんちっく丸、卯月、夕凪》、エンダービー諸島行き《第一眞盛丸、測天》）は3月20日に東松2号船団から除かれ、第二海上護衛隊の指揮下に入って別行動をとる。3月23日、復航船団（護衛艦7隻《野分〔旗艦〕、朝風、満珠、巨濟、第17号駆潜艇、31号、32号》、加入船舶14隻）はサイパンを出港して内地へ向かう。途中、宗谷が機関故障で脱落した。4月1日、護衛艦隊は横須賀に到着して輸送任務を終了した。
野分が船団護衛を行う間、第4駆逐隊に変化があった。3月25日、高橋亀四郎大佐が第4駆逐隊司令として着任し、山雲を司令艦とした。3月31日、駆逐艦満潮が第4駆逐隊に編入された。4月7日、野分は第十一水雷戦隊旗艦任務を解かれた。4月10日、第4駆逐隊司令駆逐艦は山雲から満潮に変更となる。4月下旬、同隊は瀬戸内海で空母飛鷹の着艦訓練に同行した。
5月12日、駆逐艦7隻（夕雲型駆逐艦《秋霜、早霜、玉波》、第27駆逐隊《時雨》、第4駆逐隊《満潮、野分、山雲》）は大和型戦艦2番艦武蔵と空母6隻（第二航空戦隊《隼鷹、飛鷹、龍鳳》、第三航空戦隊《千歳、千代田、瑞鳳》）を護衛して佐伯を出撃し、タウイタウイに向かう。5月16日に同地到着、以降は対潜哨戒、航空戦隊の訓練警戒等に従事した。
6月10日より第4駆逐隊は渾作戦に参加した。ソロン沖バチャン泊地に集結した艦隊は、攻撃部隊（第一戦隊《大和、武蔵》、第五戦隊《妙高、羽黒》、軽巡《能代》、駆逐艦《沖波、島風、朝雲》）、輸送部隊（青葉、鬼怒、野分、満潮、山雲、敷波、浦波、津軽、厳島、第36号駆潜艇、第127号輸送艦）、補給部隊（第2永洋丸、第37号駆潜艇、第30号掃海艇）という規模であった。だが、アメリカ軍のサイパン来襲にともない渾作戦は中止された。
艦隊は北上し、小沢機動部隊本隊に合流、6月18日-20日のマリアナ沖海戦に参加した。野分は機動部隊乙部隊（指揮官城島高次少将、第二航空戦隊《隼鷹、飛鷹、龍鳳》、戦艦《長門》、重巡《最上》、第4駆逐隊《満潮、野分、山雲》、第27駆逐隊《時雨、五月雨》、第二駆逐隊《秋霜、早霜》、第17駆逐隊《浜風》）に所属。6月19日、野分は空母瑞鶴の搭乗員2名を救助、20日には空母隼鷹の搭乗員3名を救助した。マリアナ沖海戦で日本海軍は主力空母3隻（大鳳、翔鶴、飛鷹）等を撃沈されて大敗した。4駆2隻（野分、山雲）は沖縄中城湾で満潮と合同し、船団護衛を行いつつダバオへ向かった。
7月1日、第4駆逐隊（満潮、野分、山雲）は戦艦扶桑を護衛してフィリピンミンダナオ島のダバオを出発。2日から7日までボルネオ島タラカンに滞在したのち、8日タラカン発、14日高知県宿毛湾到着、15日横須賀帰投。この間の7月10日、第4駆逐隊に駆逐艦朝雲が編入され、定数4隻（野分、満潮、山雲、朝雲）を回復した。野分は母港で整備修理をおこなった。
7月30日、空母瑞鳳、駆逐艦4隻（第61駆逐隊《初月、秋月》、第4駆逐隊《野分、山雲》）は小笠原諸島・硫黄島方面への輸送作戦護衛任務に従事する。輸送船団は南方諸島（硫黄島）への緊急増援任務を背負っていた。8月2日、瑞鳳の護衛任務を終えて横須賀着、駆逐隊司令艦を満潮に変更した。このあと輸送船団はアメリカ軍機動部隊に捕捉され、松型駆逐艦1番艦松以下大損害を受けている。第4駆逐隊は輸送船帝洋丸を護衛して佐世保へ移動後に戦艦榛名と合同、8月15日に佐世保を出港して21日シンガポールに到着する。以後、リンガ泊地で訓練に従事した。

### レイテ沖海戦
レイテ沖海戦において、第4駆逐隊は分散配備された。高橋司令指揮下の3隻（満潮、朝雲、山雲）は西村祥治少将率いる第一遊撃部隊第三部隊（通称西村艦隊。戦艦2隻《山城、扶桑》、重巡《最上》、駆逐艦《時雨》）に所属しており、野分とは別行動でレイテ湾突入を目指した。野分のみ単艦で第十戦隊（司令官木村進少将：旗艦矢矧）直属となり、第17駆逐隊（浦風、磯風、雪風、浜風）・夕雲型清霜と共に第一遊撃部隊（栗田艦隊）第二部隊（指揮官兼第三戦隊司令官鈴木義尾中将：戦艦金剛、榛名）に加わって参加した。
10月23日、栗田艦隊はパラワン水道にて米潜水艦複数隻の襲撃を受け、司令長官栗田健男中将座乗の重巡洋艦愛宕と姉妹艦摩耶が沈没、重巡洋艦高雄は大破して駆逐艦2隻（長波、朝霜）及び水雷艇鵯の援護下で撤退した。10月24日、栗田艦隊はアメリカ軍機動部隊艦載機の空襲を受けた。野分は第二部隊輪形陣の先頭に配置されていた。この対空戦闘で戦艦武蔵が沈没、重巡洋艦妙高が被雷して撤退、駆逐艦2隻（清霜、浜風）が武蔵生存者救助のため分離する。第17駆逐隊は浜風の分離で一時的に3隻（浦風、雪風、磯風）になったため、野分が浜風の代艦として行動した。
10月25日未明のレイテ沖海戦スリガオ海峡夜戦で西村艦隊は時雨1隻を残して全滅、第4駆逐隊3隻（満潮、朝雲、山雲）も沈没、第二遊撃部隊（志摩艦隊）も軽巡洋艦阿武隈を喪失した（阿武隈の沈没は26日）。同日午前7時以降、栗田艦隊はアメリカ軍護衛空母部隊と遭遇し追撃戦となった（サマール島沖海戦）。第十戦隊（矢矧、浦風、磯風、雪風、野分）は米護衛空母群に対し多数の酸素魚雷を発射するが、遠距離雷撃のため1本も命中しなかった。アメリカ軍駆逐艦撃沈後、矢矧は野分に漂流しているアメリカ兵を救助したか尋ねたが、野分は「収容セズ」と返答している。
この一連の戦闘において、司令官白石万隆少将率いる第七戦隊（最上型重巡洋艦《熊野、鈴谷》、利根型重巡洋艦《利根、筑摩》）は大きな損害を受けた。「熊野」は艦首に被雷し戦闘不能（戦線を離脱）。鈴谷は酸素魚雷に誘爆して沈没。筑摩は雷撃を受けて航行不能となった。当初は雪風が救援に赴く予定だったが、野分に変更されたという。野分は筑摩救援のため栗田艦隊から分離した。11時20分、野分は栗田艦隊司令部（戦艦大和座乗中）に筑摩の位置を問い合わせている。
その後野分は筑摩の乗員救助を行い、筑摩を雷撃処分した（既に沈没していたとも）。撤退する大和以下栗田艦隊本隊から遅れたため、10月25日の深夜にサンベルナルジノ海峡手前でウィリアム・ハルゼー・ジュニア提督率いる米高速戦艦部隊（ニュージャージー、アイオワ基幹、軽巡洋艦3隻、駆逐艦8隻）に捕捉される。アメリカ軍は野分を巡洋艦もしくは大型駆逐艦と判断していた。野分は米軽巡ヴィンセンス、ビロクシー、マイアミ、駆逐艦オーエン、ミラーによる砲撃を受け大破。最後は駆逐艦の魚雷を受けて沈没した。艦長以下272名全員が戦死した。野分に乗艦していた120-130名の筑摩乗員も、アメリカ軍に救助された1名以外同じ運命を辿った。アメリカ軍によれば、沈没地点北緯13度0分 東経124度54分 / 北緯13.000度 東経124.900度。同海戦では、重巡鳥海の沈没後救助にあたった駆逐艦藤波も撃沈され、2隻とも総員行方不明となった。
1945年（昭和20年）1月10日、駆逐艦野分は不知火型駆逐艦、帝国駆逐艦籍のそれぞれから除籍された。全滅した第4駆逐隊も解隊された。

## 公試成績
| 時期   | 排水量 | 出力      | 速力   | 実施日                    | 実施場所             | 備考     |
| ------ | ------ | --------- | ------ | ------------------------- | -------------------- | -------- |
| 新造時 | 2,528t | 52,170shp | 35.1kt | 1941年（昭和16年）4月19日 | 宮津湾沖経ヶ崎標柱間 | 全力公試 |

## 歴代艦長
艤装員長
1. 古閑孫太郎 中佐：1940年11月15日[5] - 1941年4月9日[7]

駆逐艦長
1. 古閑孫太郎 中佐：1941年4月9日[7] - 1943年4月10日[83]、以後1943年6月10日まで駆逐艦長の発令無し。
2. （兼）荒木政臣 少佐：1943年 6月10日[86] - 1943年6月25日[87] （本職：旗風駆逐艦長）
3. 荒木政臣 少佐：1943年6月25日[87] - 1943年7月3日[88]
4. 神田武夫 中佐：1943年7月3日[88] - 1943年12月25日[106]
5. 守屋節司 中佐/大佐：1943年12月25日[106] - 1944年10月25日 戦死、同日付任海軍少将[186]

## 註
1. ↑  日本水雷戦史、103ページには「嵐」は2隻を撃沈、「野分」も別の小型貨物船を沈めたとあり、沈めた船の候補としてオランダ船「パリギ」（1172トン）と「エンデ」（175トン）、イギリス船「ラーマン」（209トン）と「ナム・ヨン」（1345トン）をあげている。World War II Sea War, Vol 5, p.461によれば「嵐」と「野分」はオランダ船「Toradja」（981トン）と特設掃海艇「Scott Harley」（620トン）を沈めている。
2. ↑  Royal Australian Navy, 1939–1942, p.617ではdepot ship